# Edem optičkog diska
Edem optičkog diska (papiledem, papiloedem) je oteklina optičkog diska uzrokovana povećanim intrakranijalnim tlakom. Oteklina je obično bilateralna i može se razviti tijekom razdoblja od nekoliko sati do nekoliko tjedana. 

## Znakovi i simptomi
Papiledem može biti asimptomatski u ranim stadijima. Neovisno o tome može progredirati proširenjem slijepe pjege, zamućenošću vida, vizualnim nejasnoćama, nemogućnost vida u određenom dijelu vidnog polja u nekom vremenskom razdoblju, i krajnje potpunim gubitkom vida.  
Znakovi papiledema koje se vide oftalmoskopom uključuju
- dilatacija krvnih žila (obično prvi znakovi)
- izostanak venskih pulsacija
- zamućenost rubova optičkog diska
- elevacija optičkog diska

Ispitivanjem vidnog polja može se otkriti proširenje slijepe pjege, dok vidna oštrina može ostati uredna veoma dugo, sve dok papiledem ne postane vrlo jak.

## Dijagnoza
Pregled oka na znakove papilledema trebao bi se raditi tamo gdje postoji klinička sumnja na povišen intrakranijalni tlak, i preporučan je i kod novih glavobolja. To se obavlja s oftalmoskopom.  

## Uzroci
- Povišeni intrakranijalni tlak: tumori mozga, pseudotumor cerebri, ili cerebralna tromboza venskog sinusa, intracerebralna hemoragija
- Respiratorna insuficijencija
- Hipotonija
- Accutane (Isotretinoin), koji je snažni derivati vitamina A, rijetko uzrokuje papilledem
- Guillain-Barréov sindrom zbor povišene razine proteina (FKS)
- Chiarieva malformacija
- Tumori frontalnog režnja

## Patofiziologija
Pošto je ovojnica vidnog živca u kontinuitetu sa subarahnoidalnim prostorom mozga, i u tom pogledu i nastavak središnjeg živčanog sustava, povišeni tlak se prenosi preko vidnog živca. Sam mozak je relativno pošteđen patoloških posljedica visokog tlaka. Međutim, prednji kraj vidnog živca naglo staje na oku. Zbog toga je tlak asimetričan i to uzrokuje prignječenje i protruziju optičkog živca. Vlakna retinalnih ganglijskih stanica optičkog diska se prema naprijed šire i izbočuju. Perzistentna i dugotrajna oteklina vidnog živca, ili edem optičkog diska, može dovesti do gubitka vlakana i trajnog oštećenja vida. 

## Liječenje
Liječenje jako ovisi o osnovnoj bolesti. Na primjer, povišeni intrakranijalni tlak može se poboljšati s glukokortikoidima, acetazolamidom ili kirurškim šantovima. 